# Ataenius gibbus
Ataenius gibbus är en skalbaggsart som beskrevs av Blackburn 1904. Ataenius gibbus ingår i släktet Ataenius och familjen Aphodiidae. Inga underarter finns listade.